# Carl Östergren

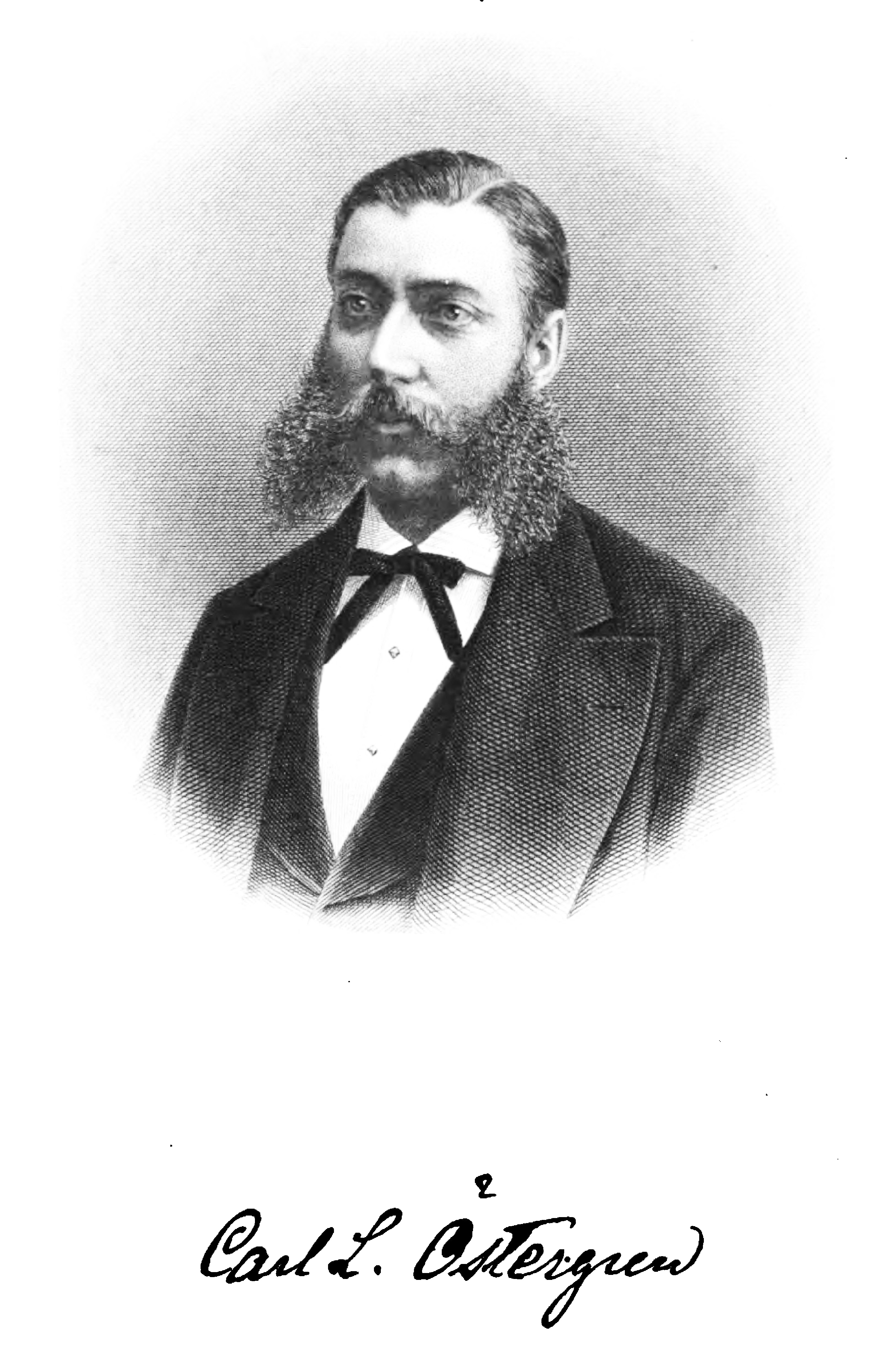
Carl Östergren med signatur.

Carl Ludvig Östergren, född 6 maj 1842 i Norrköping, död 10 april 1881 i Gävle, var en svensk skald och lärare.
Östergrens sinne för naturens skönhet väcktes i den romantiska Kolmårdstrakten, och han började tidigt skriva vers. Som student vid Uppsala universitet 1861, blev han medlem i Namnlösa (student-) samfundet och lämnade under signaturen Fjalar lyriska bidrag till samfundets publikationer Sånger och berättelser (1863) samt tjänstgjorde som dess sekreterare, sedan Ernst Björck 1866 lämnat Uppsala.
Efter en längre studieresa i Tyskland och Frankrike promoverades Östergren 1869 vid Uppsala universitet till filosofie doktor på en avhandling om Vitalis, hans liv och diktning, vilken medförde att han blev docent i svensk litteraturhistoria. Samma år blev han adjunkt vid högre elementarläroverket i Gävle.
I Östergrens Dikter (1871) och Nya dikter (1879) framträder hans livsåskådning och personlighet. Helst återger han intryck av den nordiska naturens skönhet, ungdomligt svärmeri, trogen kärleks stilla lycka, sommaridyller och fredens välsignelser, och varmt, men försynt prisar han glädjens och skönhetens makt. Han påverkades av flera företeelser i samhället och i senare dikter framgick hans bitterhet mot det dystra verklighetsskildrandet i litteraturen, kompromissandet om fosterlandets försvar, utvandringen och spridandet av missnöje bland allmänheten.
Till hans mera omtyckta eller framstående dikter hör Vårkvitter, Tiggaren, En sommarkväll i Sachsen, Viola, Två slagfält, Vintervälde, Midsommarvaka, Modersoro, Sjömanshustrun, Fjäriln, Till min son, När jag blir stor och Prolog vid invigningen av Gävle nya teater. Östergren gjorde även ett betydande antal översättningar av tysk lyrik (Anastasius Grün, Friedrich Rückert, Adelbert von Chamisso, med flera). Med de två sistnämnda var han själv bekant. I likhet med flera av sina jämnåriga var han påverkad av Johan Ludvig Runeberg. Östergren är begravd på Uppsala gamla kyrkogård.